# Physique Pictorial
Physique Pictorial was een Amerikaans tijdschrift dat gold als een van de toonaangevende beefcake tijdschriften van het midden van de 20e eeuw. Het kwartaalblad verscheen van 1951 tot 1990. In de beginjaren maakte het gebruik van de bodybuildingcultuur, als dekmantel voor homo-erotische afbeeldingen en om beschuldigingen van obsceniteit te ontwijken. Hiermee is het een voorloper van de later openlijk homoseksuele publicaties.
Het tijdschrift bevatte voornamelijk de fotografie van Bob Mizer, die tevens de uitgever en redacteur van het tijdschrift was. Het bestond uit zwart-witfoto's van atletische jonge mannen, bijna of volledig naakt. Daarnaast bevatte Physique Pictorial illustraties van Tom of Finland, George Quaintance en Dom Orejudos. De eerstgenoemde debuteerde in het blad.

## Achtergrond
Mizer begon zijn werk als fotograaf in het begin van de jaren '40. Op Muscle Beach fotografeerde hij jonge mannen. In 1947 begon hij met het adverteren van zijn foto's op de achterpagina's van bodybuildingtijdschrift Strength & Health, samen met andere homoseksuele fotografen die zich focusten op lichaamsbouw. Mizer werd vervolgd voor 'het verspreiden van obsceniteit via de post' en veroordeeld tot een jaar gevangenisstraf. Ook werd van het tijdschrift geëist dat het zou stoppen met het weergeven van advertenties voor lichaamsfotografie. Dit bracht Mizer op het idee om zijn eigen tijdschrift op te richten, gewijd aan dit type fotografie en gericht op het homopubliek.

## Geschiedenis
Het eerste nummer verscheen in mei 1951 onder de naam Physique Photo News. Zes maanden later werd het tijdschrift omgedoopt tot Physique Pictorial. Mizer beweerde dat deze titel toepasselijker was omdat het tijdschrift naast lichaamsfotografie ook kunstwerken van kunstenaars als George Quaintance bevatte. Het eerste nummer was gratis en telde slechts acht pagina's. In 1952 werd de prijs verhoogd, eerst tot 15 cent en later tot 25 en 35 cent.
Het grootste deel van 1968 kwamen er geen nieuwe nummers uit, omdat Mizer dat jaar - vanwege de publicatie van Physique Pictorial - in de gevangenis zat onder het mom van de exploitatie van prostitutie.
Met de decriminalisering van mannelijk naakt werd homopornografie meer mainstream. In 1969 stopte Physique Pictorial als fysiek tijdschrift en ging het in plaats daarvan over op (het versturen van) volledige naaktfoto's.
Physique Pictorial werd in 1990 voor het laatst uitgebracht. Mizer overleed twee jaar later op 70-jarige leeftijd.